# منشق

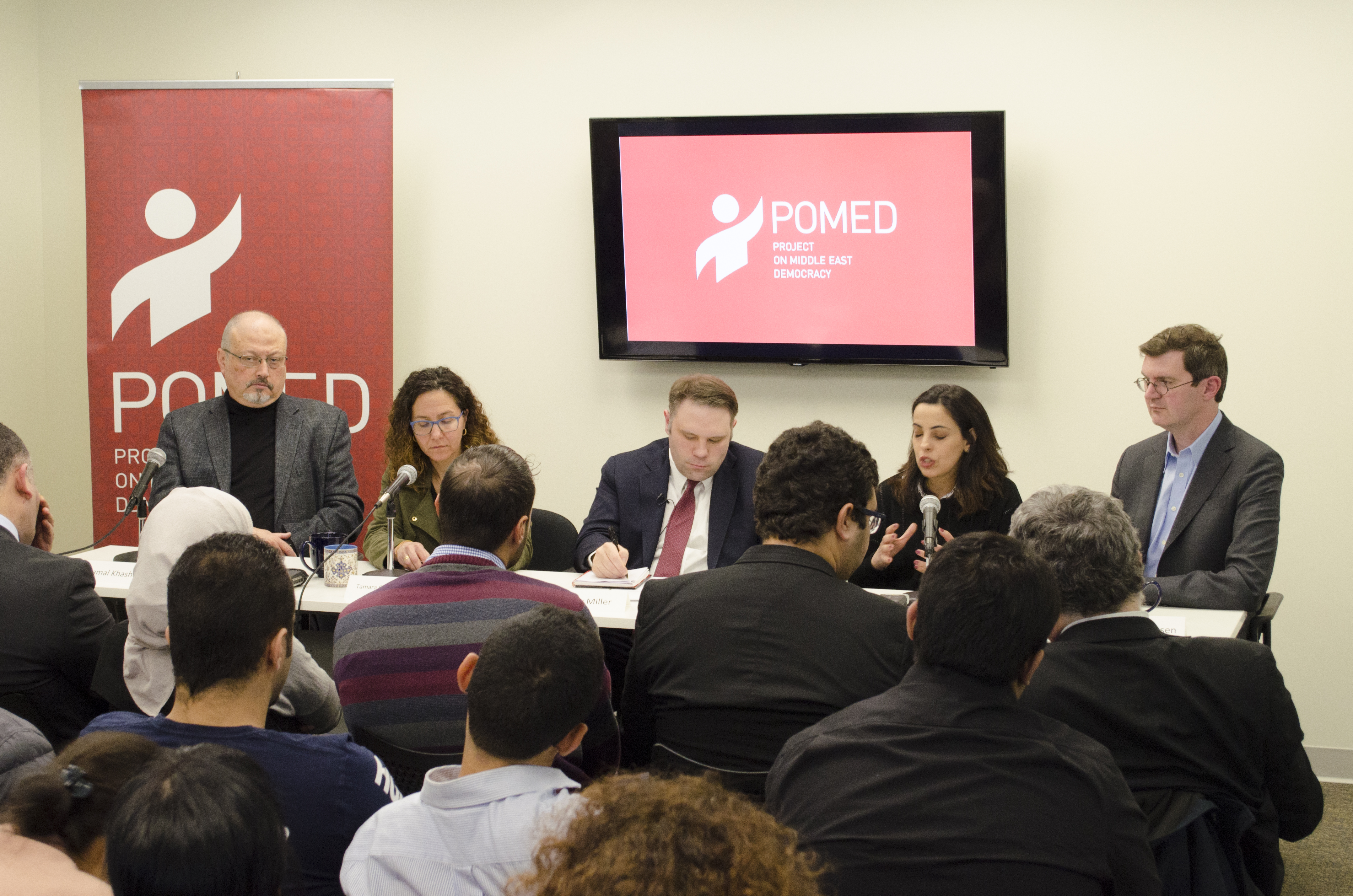

المنشق، من خلال التعريف العام، يعني الشخص الذي يعارض العقائد أو السياسات أو العادات والقوانين الراسخة على نحو فاعل. وفي حين أن المنشقين يتحدون من أجل قضية مشتركة، فإنهم في الغالب يؤدون إلى تكوين حركة منشقة
وفي البداية، تم استخدام هذا الاسم ليحمل المغزى السياسي في عام 1940، مع ظهور الأنظمة الشمولية مثل الاتحاد السوفيتي.

## المنشقون عن الكتلة الشرقية
تم استخدام المصطلح المنشق في الكتلة الشرقية، خصوصًا في الاتحاد السوفيتي، في الفترة التي تلت وفاة جوزيف ستالين وحتى انهيار الشيوعية. وقد ارتبط بالمواطنين الذين كانوا ينتقدون ممارسات أو سلطات الحزب الشيوعي. وقد كان يتم انتقاد الأشخاص الذين اعتادوا على كتابة وتوزيع أدب ساميزدات المعارض بدون رقابة في الصحف الرسمية. وعلى الفور، بدأ أولئك غير الراضين عن الكتلة الشرقية في التعبير عن أنفسهم على أنهم منشقون.Chronicle of Current Events (samizdat)
وقد أدى ذلك إلى تغيير معنى المصطلح بشكل راديكالي: فبدلاً من استخدامه للإشارة إلى الأشخاص الذين يعارضون المجتمع، أصبح يشير إلى الأفراد الذين يكون من المتصور أن تكون معارضتهم لصالح المجتمع.وقد تمثل أحد العناصر المهمة في أنشطة المنشقين في «روسيا السوفيتية» في إعلام المجتمع (سواء داخل الاتحاد السوفيتي أو في الدول الأجنبية) بانتهاكات القوانين وحقوق الإنسان: انظر جريدة الأحداث الجارية (ساميزدات) (Chronicle of Current Events (samizdat)) ومجموعة موسكو هلسنكي (Moscow Helsinki Group).

## المنشقون الجمهوريون في أيرلندا
أصبح المصطلح منشق هو المصطلح الرئيسي الذي يصف الجمهوريين الأيرلنديين الذين استمروا في معارضة اتفاق الجمعة العظيمة عام 1998، والذين رفضوا نتائج الاستفتاءات العامة المتعلقة به. كما كان لهذه الأطراف السياسية كذلك أجنحة عسكرية تبنت الأساليب العنيفة من أجل الوصول إلى أيرلندا الموحدة.
وقد اشتملت مجموعات المنشقين الجمهوريين الأيرلنديين على الحزب الاشتراكي الجمهوري الأيرلندي (الذي تم تأسيسه في عام 1974 والجناح البرلماني غير النشط حاليًا له هو جيش التحرير الوطني الأيرلندي) والشين فين الجمهوري (الذي تم تأسيسه في 1986 والجناح البرلماني له هو حيش الدوام الجمهوري الأيرلندي) وحركة السيادة لـ 32 مقاطعة (التي تم تأسيسها في عام 1997 وجناحها البرلماني هو الجيش الجمهوري الأيرلندي الحقيقي). وفي عام 2006، ظهرت Óglaigh na hÉireann، وهي جماعة منشقة عن جيش الدوام الجمهوري الأيرلندي.

## المنشقون في الولايات المتحدة
يعد جوليان أسانج وإدوارد سنودين وجيرمي هاموند وآرون سوارتز وبرادلي مانينغ وجاكوب آبلباوم من أشهر المنشقين في الفترة الأخيرة. ومن بين السمات المشتركة بينهم العمر والنوع ودرايتهم التقنية وتركيزهم على الشفافية.

## المنشقون في البحرين
في يناير 2021 ، كتب أربعون نائباً من مختلف الأحزاب في المملكة المتحدة رسالة إلى نائب رئيس مؤسسة تعليمية ، جامعة هيدرسفيلد ، يفيدون فيها  علما بأنها معرضة لخطر «التورط غير المباشر في انتهاكات حقوق الإنسان». كانت الجامعة  توفر دورة ماجستير ، ماجستير في العلوم الأمنية ، لضباط الأكاديمية الملكية للشرطة في البحرين ، المبنى الذي كان يستخدم أيضًا لتعذيب المعارضين. وذكر كثيرون في شهادتهم أنهم تعرضوا للصعق بالكهرباء وضُربوا على أعضائهم التناسلية. أفاد أربعة من الأفراد الثلاثة عشر الذين تم اعتقالهم بسبب نشاط سياسي أنهم تعرضوا للاعتداء الجنسي من قبل الضباط في الأكاديمية.

## وصلات خارجية
- Free dictionary, http://www.thefreedictionary.com/dissident
- Dissident Movement. Russian History Encyclopedia, http://www.answers.com/topic/dissident-movement
- Canadian Dissidents. https://web.archive.org/web/20100703042740/http://www.cbc.ca/news/citizenbytes/2010/06/g20-protesters-police-and-civil-rights.html